# Лемпиці (Ґраєвський повіт)
Лемпиці (пол. Łempice) — село в Польщі, у гміні Вонсош Ґраєвського повіту Підляського воєводства.
Населення — 135 осіб (2011).
У 1975-1998 роках село належало до Ломжинського воєводства.

## Демографія
Демографічна структура станом на 31 березня 2011 року:
|          | Загалом | Допрацездатний вік | Працездатний вік | Постпрацездатний вік |
| -------- | ------- | ------------------ | ---------------- | -------------------- |
| Чоловіки | 69      | 19                 | 41               | 9                    |
| Жінки    | 66      | 17                 | 32               | 17                   |
| Разом    | 135     | 36                 | 73               | 26                   |